# Le Grand Cœur
Le Grand Cœur est un roman de Jean-Christophe Rufin paru en 2012 aux éditions Gallimard. Prenant la forme de pseudo-mémoires, il raconte la vie et l'essor du financier Jacques Cœur, argentier du roi Charles VII et personnage éminent pour le début de la Renaissance française.

## Genèse du roman
Dans le 32e et dernier chapitre de son récit Immortelle Randonnée, publié en avril 2013, Jean-Christophe Rufin présente la rédaction du Grand Cœur comme une conséquence implicite de son pèlerinage à Saint-Jacques-de-Compostelle : 

« (...) à certains indices, on comprend qu’il [le Chemin] travaille toujours en profondeur. Ce n’est sans doute pas un hasard si, en rentrant, j’ai écrit l’histoire de Jacques Cœur. Sa maison natale est située sur un des chemins de Santiago et il a passé son enfance à voir défiler des Jacquets. Prénommé Jacques lui-même, il a ardemment souhaité faire le pèlerinage, même si la vie ne lui en a pas donné le loisir. En suivant sa belle existence, à travers les Chemins de son Moyen Âge, j’ai eu un peu le sentiment de reprendre la mochila pour un nouveau voyage, au pas de l’écriture. Jacques Cœur, comme les pèlerins de Compostelle, apprend à connaître la liberté en perdant tout. Et, comme il avait auparavant tout acquis, argent, pouvoir, luxe, cette oblation radicale confère à son destin une grandeur particulière qui n’est pas étrangère à l’esprit du Chemin. »

## Résumé
Exilé sur l'île de Chios en Grèce, Jacques Cœur se souvient de son parcours : de son mariage qui lui permet d'approcher les grands du royaume ; du développement du commerce et de la finance qui lui permet de construire son célèbre palais à Bourges, aux influences médiévale mais aussi florentine ; et aussi de son amour pour Agnès Sorel, la maîtresse du roi Charles VII, qui causera sa perte.

## Critique littéraire
Ce roman s'inspire largement de faits historiquement avérés, mais aussi de l’expérience personnelle de Jean-Christophe Rufin, natif lui aussi de Bourges et impressionné par le palais Jacques-Cœur aux deux visages. Il a été bien accueilli par la critique :
- « Rufin donne une telle présence à cet artiste de la finance, une telle vitalité qu'on entend le son de sa voix nous conter son existence. » (Fabienne Pascaud, Télérama[2]) ;
- « Jean-Christophe Rufin, natif de Bourges comme son héros, s'est engouffré avec un bonheur rare dans l'ignorance où l'Histoire, obsédée par le pouvoir et ses comptages, a laissé périr cette belle figure d'aventurier sauvage et libre. Magistrale revanche, et de grand style. » (Jean-Louis Ezine, Le Nouvel Observateur[3]).

## Éditions
Éditions imprimées
- Jean-Christophe Rufin, Le Grand Cœur, Paris, éd. Gallimard, 2012, 497 p., 21 cm (ISBN 978-2-07-011942-4, BNF 42655471)
- Jean-Christophe Rufin, Le Grand Cœur, Versailles, éd. Feryane, coll. « Roman », 2012, 369-321 p., 22 cm (ISBN 978-2-36360-113-1 et 978-2-36360-114-8, BNF 42770999)Édition en gros caractères, publiée en deux volumes vendus ensemble.
- Jean-Christophe Rufin, Le Grand Cœur, Paris, éd. Gallimard, coll. « Folio » (no 5696), 2013, 574 p., 18 cm (ISBN 978-2-07-045615-4, BNF 43738717)

Livre audio
- Jean-Christophe Rufin, Le Grand Cœur, Paris, éd. Gallimard, coll. « Écoutez lire », 2013 (ISBN 978-2-07-013969-9, BNF 43525101)Narrateur : Thierry Hancisse ; support : 2 disques compacts audio MP3 ; durée : 13 h 9 min environ ; référence éditeur : Gallimard A 13969.